# Protestantska župnijska cerkev svete Marije, Sibiu
Protestantska župnijska cerkev svete Marije (nemško Evangelische Stadtpfarrkirche in Hermannstadtu, romunsko Biserica Evanghelică din Sibiu) je najbolj znana gotska cerkev v mestu Sibiu v Transilvaniji v Romuniji. Njen zvonik, visok 73,34 m, je razpoznavni znak mesta. Štirje stolpiči na vrhu stolpa so bili znak za tujce, da ima mesto pravico do smrtne kazni. Cerkev pripada nemško govoreči skupnosti: je protestantska cerkev augsburške veroizpovedi v Romuniji.
Cerkev s petstolpčnim zvonikom je najvišja stavba v mestu Sibiu v Transilvaniji. Njen stolp je visok približno 73 m, s stransko dolžino 11 m, in viden z vseh smeri v mestu.

## Zgodovina
Sibiu je bil stoletja religiozno in politično središče transilvanskih Sasov. Sredi 16. stoletja je cerkveni reformator Johannes Honterus prevzel protestantsko vero. Prvotna (predreformacijska) cerkev svete Marije je bila zgrajena v treh fazah približno sredi 14. stoletja na ostankih romanske bazilike. Leta 1448 je bila na zahodni strani dodana tako imenovana Ferula (in kasneje razširjena). Danes so v njej razstave ali glasbene predstave.
Že od leta 1910 ima cerkev električno razsvetljavo in gretje.
Protestantska cerkev augsburške veroizpovedi v Romuniji je protestantska – luteranska verska in jezična manjšinska cerkev, ki ima zdaj le približno 13.300 članov (od leta 2010 ), ki v glavnem vključuje nemško govoreče protestante v Transilvaniji in Bukarešti. Škofija je v Sibiuju. Reinhart Guib je od leta 2010 protestantski škof. Protestanska župnijska cerkev ima tudi Bachov pevski zbor.

## Položaj
Župnijska cerkev je v Zgornjem mestu starega mesta Sibiu in je obdana s trgom Huet in dvoriščem Brukenthalove palače, na sredini katere stoji spomenik škofa Teutscha. S trgov, ki obkrožajo cerkev, so prehodi na Mali in Veliki trg ter stopnice v Spodnje mesto.

## Zunanjost
Zunaj sta portala postavljena znotraj na južni in severni strani. Južni portal je starejši, narejen je bil leta 1457. Na severu je kamnosek Nicolaus leta 1509 končal verando po zgledu z juga.
Na severovzhodu so dostopna vrata do zakristije, ki imajo nad nadstrešnim okvirjem podrobnosti renesančnih vrat, verjetno iz hiše Alberta Hueta, katerih okrasje je datirano v leto 1595.
Na južnem pročelju kora je nad gotskimi vrati relief s temo molitve na Oljski gori. Čeprav je bilo delo deležno precej korenitih posegov, je viden prizor, v katerem Jezus v sušni pokrajini kleči pred kelihom. Relief pripisujejo lokalni delavnici, ki jo je navdihnila srednjeevropska gotika iz zadnje četrtine 15. stoletja.

## Notranjost
V notranjosti obok severne stranske ladje počiva na konzolah z rastlinskimi motivi, ena od njih je okrašena s človeško masko. Na sklepnikih so Marija in Jezus in simboli evangelistov Luke in Marka. Večina izjemnih kiparskih elementov je v južni ladji. Tu so sklepniki okrašeni s figurativno podobo Jezusa Kristusa, jagnjez Agnus Dei in Jezus s knjigo v roki. 
Na severni steni kora je lepa freska, ki predstavlja Križanje, obdana z arhitekturnim okrasjem s številnimi svetopisemskimi in zgodovinskimi liki. Slika je ročno delo slikarja Johannesa de Rosenaua iz leta 1445, domnevno je bil po rodu iz Avstrije. Jasno je, da  njegov način slikanja nosi odtis posebnega kraja izvora in v smislu ikonografije se lahko čutijo italijanski vplivi. Slika je bila obnovljena med letoma 1989 in 1990.
Posebej dragocen je bogat inventar, ki pa ni javno dostopen. 

## Orgle

### Sauerjeve orgle
Že leta 1350 so bile v cerkvi orgle, od takrat pa v cerkvi ni bilo nobenega instrumenta. Sedanje orgle je v letih 1914 in 1915 namestilo podjetje W. Sauer Orgelbau. Z 78 registri na štirih manualih in pedalom je največji instrument v Transilvaniji. Leta 1998 so bile popolnoma obnovljene.

### Hahnove orgle
Na južni empori so še ene orgle, ki jih je leta 1748 izdelal transilvanski izdelovalec orgel Johannes Hahn. Prvotno so bile namenjene cerkvi v Michelsdorfu (okoli Boarta), nato so jih leta 1948 prinesli iz Brukenthalske šole. Leta 1988 so jih odstranili, Hermann Binder pa jih je leta 2008/09 spet namestil in se danes redno uporabljajo za koncerte. 

## Posebnosti
V glavni ladji cerkve so številni epitafi, med njimi tudi Samuela von Brukenthala. Poleg tega so poleg "novega" glavnega oltarja ohranjeni tudi deli srednjeveških oltarjev v spremenjeni obliki. Pomembna je tudi Rosenauerjeva freska iz leta 1445 (Johannes von Rosenau), ki predstavlja Življenje, pasijon in Kristusov vnebohod.
Bronast krstilnik naj bi bil izdelan iz osmanskega topa.

## Galerija
- Pogled z jugozahoda s spomenikom škofa Teutscha
- Sauerjeve orgle in notranjost cerkve
- Oltar
- Prižnica, krstilnik in kor – v ozadju Rosenauerjeve freske
- Pogled s stolpa